# Глинка (фильм)
«Глинка» — биографический игровой фильм 1946 года об основоположнике русской классической музыки Михаиле Ивановиче Глинке.

## Сюжет
Сюжетные вехи: детство будущего композитора Михаила Глинки (Борис Чирков) и его связь с народным мелосом, поездка в Италию, создание опер «Иван Сусанин», переименованной лично императором в «Жизнь за царя», и «Руслан и Людмила». Взаимоотношения композитора с Пушкиным (Пётр Алейников) и Анной Керн (Кира Головко), благодаря дружбе с которой возник романс «Я помню чудное мгновенье».

## В ролях
| Актёр                              | Роль                               |
| ---------------------------------- | ---------------------------------- |
| Борис Чирков                       | Михаил Иванович Глинка             |
| Александр Соболев                  | Глинка в детстве                   |
| Валентина Серова                   | Мария Петровна Иванова-Глинка      |
| Клавдия Половикова                 | Луиза Карловна Иванова             |
| Василий Меркурьев                  | Якоб Ульяныч Уланов                |
| Кира Головко (в титрах К. Иванова) | Анна Петровна Керн                 |
| Михаил Названов                    | гусар Костя                        |
| Борис Ливанов                      | Николай I                          |
| Александр Шатов                    | Александр Христофорович Бенкендорф |
| Николай Свободин                   | барон Егор Фёдорович Розен         |
| Пётр Алейников                     | Александр Сергеевич Пушкин         |
| Михаил Державин                    | Василий Андреевич Жуковский        |
| Михаил Яншин                       | Пётр Андреевич Вяземский           |
| Виктор Кольцов                     | Владимир Фёдорович Одоевский       |
| Владимир Дружников                 | Кондратий Фёдорович Рылеев         |
| Владимир Владиславский             | Виельгорский                       |
| Максим Михайлов                    | Осип Афанасьевич Петров            |

## Съёмочная группа
- Автор сценария: Арнштам, Лео Оскарович
- Режиссёр: Арнштам, Лео Оскарович
- Оператор:
  - Шеленков, Александр Владимирович
  - Иоланда Чен
- Художник: Владимир Каплуновский
- Музыка:
  - Глинка, Михаил Иванович
  - Шебалин, Виссарион Яковлевич
- Звукорежиссёр: Лев Трахтенберг

## Награды
- Фильм был награждён Сталинской премией II степени (1947). Премию получили: Арнштам Лео Оскарович, Шеленков Александр Владимирович, Каплуновский Владимир Павлович, Чирков Борис Петрович, Меркурьев Василий Васильевич, Головко (Иванова) Кира Николаевна, Серова Валентина Васильевна[2]

## Факты
- Работу над картиной режиссёр начал ещё в 1940 году, но из-за войны вынужден был прервать её; в течение войны Арнштам снимает два короткометражных фильма: «Чапаев с нами», «Случай на телеграфе» и х.ф «Зоя», лишь после войны возвращается к фильму «Глинка»
- Вместе с фильмом «Зоя» картина «Глинка» участвовала в международном кинофестивале в Канне (1946)
- Фильм «Глинка» в 1947 году был номинирован на «Золотого льва» Венецианского кинофестиваля, но не получил награду[3]
- Роль Пушкина стала неудачей для любимца публики Петра Алейникова, который к тому времени снялся в нескольких популярных фильмах в комедийных ролях. Артист мечтал о смене амплуа, но, видя его на экране в гриме Пушкина, зрители начинали смеяться. После этой картины он долго не снимался.[4]